# Музичні відеокліпи іноземних музикантів, зняті у Києві
Музичні відеокліпи іноземних музикантів, зняті у Києві, починаючи з 2010-х років почали масово випускатися українськими та зарубіжними продакшн-студіями.
Щорічно в українській столиці знімаються десятки відеокліпів, у тому числі всесвітньо відомих виконавців та гуртів.
Локаціями для зйомок виступають київські туристичні об'єкти, промзона, сучасна забудова, спеціально побудовані для зйомок павільйонні декорації.
Злет індустрії відеокліпів у Києві став можливим завдяки розвитку ринку, створенню численних українських студій відеопродакшну, і відповідно, появі касти професійних режисерів, операторів та інших фахівців зі специфічним досвідом роботи.
Креативні команди іноземних артистів приваблюють контрастні краєвиди Києва, різноманітна архітектура — від барокової та модерністської до сучасної.
Також відіграє роль відносна «бюджетність» створення відеокліпів саме в Україні.
За словами режисерки та кліпмейкерки Тані Муїньо український ринок дає можливість реалізувати найбільш незвичайні ідеї.
Про це Муіньо розказала у випуску «Нові українські кліпи» YouTube-серіалу «Спалах»:
«У нас все можна. В усьому світі зараз нічого не можна. А у нас ніби повна свобода. І дешевше, що теж важливо.
Я була в LA, і всі такі: «Ой, ти з Києва, ми там знімали, там просто супер, бо можна робити, що хочеш. Нема ніяких обмежень».
Євгенія Якута, співвласниця, директорка та виконався продюсерка компанії Radioactive Film стверджує, що в Україні легше отримати дозволи на реалізацію певних задумів — «наприклад, щоб ваш каскадер вистрибнув з десятого поверху» (реалізовано у відеокліпі на пісню Paolo Nutini «Iron Sky»).

## Список відеокліпів
| Рік  | Виконавець                                                   | Локації | Команда |
| ---- | ------------------------------------------------------------ | --- | --- |
| 2022 | - Florence and the Machine — «Heaven Is Here»                | павільйони у Києві | Режисер: Отем де Уайлд Продакшн: Radioactive Studio                                                         |
| 2022 | - Florence + The Machine — «King»                            | павільйони у Києві | Режисер: Отем де Уайлд Продакшн: Radioactive Studio                                                         |
| 2022 | - Foals — «2am»                                              | павільйони у Києві | Режисер: Таня Муіньо Продакшн: UnderWonder Content (США)                                                    |
| 2022 | - Розалія — «SAOKO»                                          | вулиця Набережно-Хрещатицька, Подільсько-Воскресенський міст                                                                                  | Режисер: Валентин Петіт Продакшн: DIVISION (Франція, США)                                                   |
| 2022 | - Muse — «WON'T STAND DOWN»                                  | павільйони у Києві | Режисер: Джаред Хоган Продакшн: Shelter (Україна)                                                           |
| 2021 | - Дуа Ліпа — «We're Good»                                    | павільйони у Києві | Режисери: Іван Хейманн, Галь Муджіа Продакшн: Shelter (Україна)                                             |
| 2021 | - Royal Blood — «Limbo»                                      | проспект Бажана, Осокорки, Позняки | Режисер: Joao Retorta Продакшн: Bullion Productions (Великобританія), 23/32 Films (Україна)                 |
| 2021 | - Bring Me the Horizon — «DiE4u»                             | клуб у Києві | Режисер: фронтмен гурту Олівер Сайкс Продакшн: Shelter (Україна)                                            |
| 2021 | - Stromae — «Sante»                                          | мости Києва | Режисери: Ярослав Моравець, Люк Ван Авер Продакшн: Shelter (Україна)                                        |
| 2021 | - Netta — «CEO»                                              | Житній ринок | Режисер: Рой Раз Продакшн: 23/32 Films (Україна)                                                            |
| 2021 | - M83 — «My Tears Are Becoming A Sea»                        | багаторівнева автомобільна розв'язка в Києві                                                                                                  | Режисери кліпу: Саша Барбін, Райан Дубіаго Продакшн: Family Production (Україна)                            |
| 2020 | - Eartheater — «Faith Consuming Hope»                        | Київ | Режисер: Elliott Power Продакшн: Radioaktive Film                                                           |
| 2020 | - Coldplay — «Trouble In Town»                               | завод Кузня на Рибальському (Ленінська кузня), Chicago Central House, вулиця Старовокзальна, Львівська площа, ТЦ Україна, Premier Hotel Lybid | Режисер кліпу: Айофе МакАрдл Продакшн: Radioaktive Film (Україна)                                           |
| 2020 | - R3HAB & ZAYN & Jungleboi — «Flames»                        | Національна бібліотека імені Вернадського, недобудований Дарницький вокзал                                                                    | Режисер кліпу: Френк Борін (Frank Borin) Продакшн: UnderWonder Content (США)                                |
| 2020 | - Мозес Самні — «Me In 20 Years»                             | квартира в одному із хмарочосів на Оболоні | Режисер кліпу: Allie Avital Продакшн: Smuggler (США)                                                        |
| 2020 | - Tom Misch & Yussef Dayes — «Kyiv (feat. Rocco Palladino)»  | павільйон | Режисер кліпу: Douglas Bernardt Продакшн: Stink Films                                                       |
| 2020 | - Paul Kalkbrenner — «Parachute»                             | столичні багатоповерхівки | Режисер кліпу: Таїсія Дєєва                                                                                 |
| 2019 | - Charli XCX — «White Mercedes»                              | Троєщина | Продакшн: Radioaktive Film (Україна)                                                                        |
| 2019 | - Oh Wonder — «Hallelujah»                                   | закинутий гольф-клуб під Києвом | Режисер кліпу: Грегорі Орел (Gregory Ohrel) Продакшн: 23/32 Films (Україна)                                 |
| 2019 | - Bombay Bicycle Club — «Eat, Sleep, Wake»                   | завод «Ленінська кузня», недобудована бетонна фабрика за містом                                                                               | Режисер кліпу: Луїс Боз Продакшн: Pronto Film (Україна)                                                     |
| 2019 | - Editors — «Frankenstein»                                   | Берестейський проспект, Національний цирк | Режисер кліпу: Грегорі Орел Продакшн: FRIEND (Великобританія), 23/32 Films (Україна)                        |
| 2019 | - Stormzy — «Audacity»                                       | Дарницький міст, Видубичі | Режисер кліпу: Taz Tron Delix Продакшн: COMPULSORY (Великобританія), 23/32 Films (Україна)                  |
| 2019 | - Slenderbodies — «Arrival»                                  | колонія суворого режиму у Київській області                                                                                                   | Режисер кліпу: Savannah Setten Продакшн: Pulse Films (Великобританія), 23/32 Films (Україна)                |
| 2019 | - Netta — «Bassa Sabbaba»                                    | бібліотека Вернадського, Дарницький міст, хмарочоси на Позняках                                                                               | Режисер: Рой Раз Продакшн: 23/32 Films (Україна)                                                            |
| 2019 | - Lola Marsh — «Echoes»                                      | київський Палац культури ім. Королева | Режисер кліпу: Indy Hait                                                                                    |
| 2019 | - FKA Twigs — «Cellophane»                                   | павільйон | Режисер кліпу: Andrew Thomas Huang Продакшн: Object & Animal (США), Radioaktive Film (Україна)              |
| 2018 | - Майлі Сайрус і Марк Ронсон — «Nothing Breaks Like a Heart» | Дарницький міст, Житомирська траса | Режисери кліпу: WAFLA (Франція) Продакшн: Limelite (Україна)                                                |
| 2018 | - Олівер Трі — «Hurt»                                        | спальні райони, Рибальський міст | Режисери кліпу: Oliver Tree, Brendan Vaughan Продакшн: Snow Beach (США), 23/32 Films (Україна)              |
| 2018 | - Twenty One Pilots — «Nico And The Niners»                  | один із корпусів КНУ імені Шевченка біля метро «Виставковий центр», будівля факультету кібернетики                                            | Режисер кліпу: Ендрю Донохо (Andrew Donoho) Продакшн: Radioaktive Film (Україна)                            |
| 2018 | - Jorja Smith — «Let Me Down ft. Stormzy»                    | Гідропарк, Жовтневий палац, театр на Подолі                                                                                                   | Режисер кліпу: Гектор Докрілл (Hector Dockrill)                                                             |
| 2018 | - NCT — «BOSS»                                               | Український Дім, покинутий автобусний парк, бібліотека імені Вернадського                                                                     | |
| 2018 | - Bring Me The Horizon — «MANTRA»                            | Жовтневий палац | |
| 2017 | - Калум Скотт — «You Are The Reason»                         | Оперний театр, Софійська площа, Майдан Незалежності                                                                                           | |
| 2017 | - Paloma Faith — «Crybaby»                                   | Національний музей історії України у Другій світовій війні, бібліотека імені Вернадського                                                     | Режисер кліпу: Томас Джеймс (Thomas James)                                                                  |
| 2017 | - Nothing But Thieves — «Sorry»                              | Лівий берег Києва | |
| 2017 | - OrelSan — «Tout va bien»                                   | ВДНГ, набережна Дніпра, Поштова площа | Продакшн: Quad Productions (Франція), 23/32 Films (Україна)                                                 |
| 2017 | - Avicii — Lonely Together ft. Rita Ora                      | Рибальський міст | Режисер кліпу: Levan Tsikurishvili Продакшн: OPA PEOPLE (Швеція)                                            |
| 2017 | - Hurts — «Beautiful Ones»                                   | Троєщина | |
| 2016 | - DJ Shadow feat. Run the Jewels — «Nobody Speak»            | Український Дім | Режисер кліпу: Сем Піллінг (Sam Pilling) Продакшн: Pulse Films (Великобританія), Radioaktive Film (Україна) |
| 2016 | - Frightened Rabbit — «Get Out»                              | бібліотека імені Вернадського, монумент Батьківщини-Матері                                                                                    | Режисер: Greg Davenport                                                                                     |
| 2015 | - Years & Years — «Shine»                                    | Пуща-Водиця | |
| 2015 | - Hurts — «Wings»                                            | Пуща-Водиця, Будинок кіно, Жовтневий палац | |
| 2015 | - Foals — «What Went Down»                                   | Харківський масив, Київське водосховище | |
| 2015 | - Seafret — «Be There»                                       | Троєщина | |
| 2015 | - Coldplay — «Up&Up»                                         | павільйони, недобудована лікарня у Києві | Режисер кліпу: Іван Хейманн, Галь Муджіа Продакшн: PRETTYBIRD (Великобританія), Radioaktive Film (Україна)  |
| 2015 | - MØ — «Kamikaze»                                            | Троєщина | |
| 2015 | - Tame Impala — «Let It Happen»                              | аеропорт «Бориспіль», готель Hilton | |
| 2014 | - Paolo Nutini — Iron Sky                                    | Київське водосховище, поле неподалік ТЕЦ-6, покинутий парк автобусів                                                                          | Режисер кліпу: Деніел Вольф Продакшн: Radioaktive Film (Україна)                                            |
| 2005 | - Наталі Імбрулія — «Shiver»                                 | Поділ, Музей народної архітектури та побуту Пирогово, Залізничний вокзал                                                                      | |